# Премія століття
Пре́мія столі́ття (англ. Centenary Prize) — міжнародна нагорода, що присуджується британським Королівським хімічним товариством щорічно за популяризацію та видатний внесок у хімію. Премію запроваджено у 1947 році, перше нагородження відбулось у 1949 році. Нагороду названо на честь століття від дня заснування у 1841 році Королівського хімічного товариства. Нагорода включає 5 тисяч фунтів стерлінгів, медаль і сертифікат. Лауреат зобов'язаний прочитати серію лекцій у Великій Британії. Премію отримали 36 лауреатів Нобелівської премії.

## Лауреати
- 1949:  Владимир Прелог, Едгар Ледерер[de], Michel Magat
- 1950: Placidus Plattner
- 1951:  Роберт Бернс Вудворд, Кай Ульрик Ліннерстрем-Ланг
- 1952:  Тадеуш Райхштайн
- 1953:  Арне Тіселіус
- 1954: Richard Helmuth Frederick Manske[it]
- 1955:  Мелвін Калвін,  Герберт Чарлз Браун
- 1956:  Гленн Теодор Сіборг
- 1957: Ганс Брокманн[de],  Одд Гассель
- 1958:  Ґерхард Герцберґ, Klaus Clusius[en], Wilhelm Klemm[de]
- 1959: George Hamilton Cady[de], Nils Andreas Sørensen[en], Майкл Гейдельбергер[en]
- 1960: Rolf Huisgen[en], Олександр Миколайович Теренін[ru]
- 1961: Георгій Богданович Кістяківський, Ганс Шмідт[de]
- 1962: Френк Вестгаймер[en],  Ріхард Кун
- 1963: Карл Джерассі[en]
- 1964:  Джон Чарлз Полані,  Феодор Лінен
- 1965: Charles B. Colburn, Віктор Кемула, John D. Roberts[en]
- 1966: Shōji Shibata[de], Lars Gunnar Sillén[sv]
- 1967: Saul Winstein[en]
- 1968: Ервін Вільгельм Мюллер[en], Пол Дауті Бартлетт[en]
- 1969: Альберт Ешенмозер[en]
- 1970:  Елайс Джеймс Корі, Edgar Bright Wilson[en]
- 1971: Рональд Бреслоу[en],  Вільям Нанн Ліпском
- 1972:  Джон Попл, Jan Peter Toennies[en], William Summer Johnson[en]
- 1973: Duilio Arigoni[en], Франк Альберт Коттон, Гельмут Фішер[de]
- 1974: Гілберт Сторк[en],  Ернст Отто Фішер,  Роалд Гоффманн
- 1975:  Дональд Джеймс Крам, Джон Гудінаф, Willis H. Flygare[en]
- 1976:  Дадлі Роберт Гершбах, Альфред Едвард Рінгвуд[en], Karel Wiesner[fr]
- 1977: Jack D. Dunitz[en],  Джордж Ола, Kenneth Sanborn Pitzer[en]
- 1978: Heinz Gerischer[en], Koji Nakanishi[en], Heinrich Nöth[de]
- 1979: Richard H. Holm[en], Satoru Masamune[de],  Генрі Таубе
- 1980: James Ibers[de],  Жан-Марі Лен, Марк Вольпін[ru], Jürgen Troe[de]
- 1981: Barry Trost[en], Earl Leonard Muetterties[de], Takeshi Oka[en]
- 1982:  Алан Макдіармід, Massimo Simonetta, Albert Irving Meyers[de]
- 1983: Габор Соморджай[en], Virgil Boekelheide[de], Hubert Schmidbaur[de]
- 1984: Гаррі Баркус Грей[en], Meir Lahav[de], Benjamin Widom[en]
- 1985:  Ґергард Ертль, Léon Ghosez[de], Herbert W. Roesky[en]
- 1986:  Роберт Брюс Мерріфілд, Стюарт Райс[en], Alan Cowley[en]
- 1987: Аллен Бард, William Arthur Grover Graham, Christopher T. Walsh[en]
- 1988:  Рудольф Маркус,  Нойорі Рьодзі, Warren R. Roper[en]
- 1989: Carlo Floriani, Марк Жюліа, Ендель Ліппмаа[en]
- 1990:  Річард Шрок, Dieter Seebach[en], Noel S. Hush[en]
- 1991: Віталій Йосипович Гольданський[ru], Ателстан Беквіт[en], Thomas Meyer
- 1992: Leo A. Paquette[en], Алан Сарджесон[en], Henry F. Schaefer[de]
- 1993: Alexander Pines[en],  Баррі Шарплесс, Гельмут Вернер[de]
- 1994: Малькольм Гарольд Чізхольм[en], A. Ian Scott[de], Кирило Ілліч Замараєв[ru]
- 1995: Clayton H. Heathcock[en], Vincenzo Balzani[en], Graham R. Fleming[en]
- 1996: Claire Demuynck, Helmut Ringsdorf[en], Тобін Маркс[en]
- 1997: Річард Зейр[en], Larry E. Overman[en], Arndt Simon[de]
- 1998:  Роберт Керл, Marion Frederick Hawthorne[de], James D. White
- 1999:  Жан-П'єр Соваж, Henri B. Kagan[en], Робін Гохштрассер [en]
- 2000: Maurice Brookhart[en], Jean Normant[it], Чінтамані Нагеса Рамачандра Рао[en]
- 2001: Кір'якос Ніколау[en], Richard J. Saykally[en], Карл Віґардт[de]
- 2002: Manfred T. Reetz[de], Gérard Jaouen, Amos B. Smith[en]
- 2003: A. R. Ravinshankara, Edward I. Solomon[en], Alois Fürstner[de]
- 2004:  Роберт Граббс, Eric Herbst, Marc-Jacques Ledoux
- 2005: Goverdhan Mehta[en], Вівіан Ям, Royce W. Murray
- 2006: Stephen J. Benkovic[en], Hans-Joachim Freund[de], Ілля Йосипович Моїсєєв[ru]
- 2007: Trygve Helgakerr[no], T. Don Tilley[en], James A. Marshall
- 2008: F. Fleming Crim, Masakatsu Shibasaki[en], Ахім Мюллер
- 2009:  Аарон Чехановер, Yoshinori Yamamoto, Martin Jansen[de][Ком. 1]
- 2010: Авеліно Корма[en], Стівен Ліппард[en], Омар Ягхі
- 2011: G. Marius Clore[en], Jonathan Sessler[en], Грем Кукс[en]
- 2012: Craig Hawker[en], Timothy M. Swager[en], Stephen Withers
- 2013: Robert H. Crabtree[en], Richard Bruce Silverman[en], Chi-Ming Che[en]
- 2014: Eiichi Nakamura[en],  Фрейзер Стоддарт, Karen L. Wooley[en]
- 2015: Чад Міркін[en], Geoffrey Ozin[en], Жан-Марі Тараскон
- 2016: Kenneth S. Suslick[en], R. J. Dwayne Miller[de], Міхаель Гретцель
- 2017: Odile Eisenstein[en], Вільям Еванс[en],  Бернард Ферінга
- 2018: Жаклін Бартон[en], Джон Гартвіг, Richard Kaner[en]
- 2019: Лора Лі Кісслінг[en],  Девід Макміллан, Roberta Sessoli[en]
- 2020: Eric V. Anslyn[en], Teri W. Odom[en], James Tour[en]
- 2021: Bin Liu[en], Jean-Luc Brédas[en], Douglas Stephan[en]
- 2022: Мішель Чанг[en], Джозеф Франциско[en], Кетрін Мерфі[en]
- 2023: Крістофер Барнер-Коволлік[en], Меркурі Канадзідіс[en], Марк Грінстафф[en]
- 2024: Luisa De Cola, Ніколас Котов[en], Xiaogang Liu